# Брічева
Брічева (до 1918 р. - Брічево, рум. Briceva) — село в Молдові в Дондушенському районі. Входить до складу комуни, адміністративним центром якої є село Тирнова.

## Історія
Засноване як єврейська землеробська колонія в 1836 році 35 сім'ями на 289 десятинах землі (ще 66 сімей були безземельними); в 1878 році - 36 господарств. В 1897 році село мало 1664 жителя, серед яких 1598 (96%) становили євреї. Всього в 1899 році - 301 сім'я, в 1930 році 2431 єврей (88,9% від усього населення).
Більшість населення - українці. Згідно з переписом населення 2004 року - 186 осіб (61%).

## Відомі уродженці
- Гарі Бертіні - ізраїльський диригент.
- К. А. Бертіні - єврейський поет і педагог
- Трахтенброт Борис Авраамович - радянський та ізраїльський математик.